# Pseudomiopteryx amazonensis
Pseudomiopteryx amazonensis är en bönsyrseart som beskrevs av Toledo Piza 1968. Pseudomiopteryx amazonensis ingår i släktet Pseudomiopteryx och familjen Thespidae. Inga underarter finns listade i Catalogue of Life.